# Sune Hundborg
Sune Hundborg (født 27. februar 1986) er en dansk freelanceskuespiller og dubber, som siden 1996 har medvirket i utallige tegnefilm, tv-reklamer og teaterstykker på de københavnske teatre. Han startede sin karriere som elitesportsdanser, men debuterede i 1996 på Nørrebro Teater i opsætningen "Jul i Gammelby". Derfra tog karrieren hurtigt fart og han fik foden indenfor i tegnefilmens verden. Efter at have dubbet sin første tegnefilm, "Anabells Juleønske", i 1997, tog tingene fart og tilbuddene om flere speakeropgaver stod hurtigt i kø. Han har bl.a. været fast promotionvoice for Disney XD, siden starten af 2011.
Speak
- Promotion voice for Disney
- iCarly
- Bakugan
- Kick Buttowski
- Iron man – Armored Adventures
- Rollinger
- Hey Arnold,
- Kim Possible
- Drengen og jernkæmpen
- 3 venner og Jerry
- Jern Henrik
- Digimon - Matt
- Pippi Langstrømpe
- Niels Neutron
- E.T.
- Radisserne
- Frikvarter
- Ps Bamse

Listen med speakeropgaver er ikke fuldendt, men er et uddrag."
Tv, film og reklame
- "Original Juice" – Panorama
- "Megamotors" – Camp David
- "Kristligt Dagblad"
- "LEGO", Minerva film
- "Kellogs"', Easy film
- "Dansk Tipstjeneste", Nordisk film
- "Novo Nordisk", Cast-It
- "Rådet for større færdselssikkerhed", Minerva film
- "Nokia 3200", Buda park
- "Dell", "Autolog", "Future people", "Nokia", The Voice

Sceneerfaring
- "Jul i Gammelby", Nørrebro teater, sæson 1
- "Jul i Gammelby", Nørrebro teater, sæson 2
- "Galileos liv", Betty Nansen teatret
- "Peter Pan", Det Ny teater
- "Fjernt herfra", Edison Scenen